# Kuru (Schiff, 1915)
Die Kuru war ein finnisches Passagierschiff, das am 7. September 1929 auf dem See Näsijärvi in der Nähe der Großstadt Tampere in einem schweren Sturm sank. 136 Menschen starben. Bis heute ist es das schwerste Unglück in finnischen Gewässern.

## Geschichte
Das Dampfschiff Kuru wurde auf der Werft Sommers, af Hällström & Waldens in Tampere gebaut und 1915 in Dienst gestellt. Ihr Rumpf war aus Stahl gebaut. Eigner war die finnische Reederei Höyrylaiva Osuuskunta Kuru r. l. Die Kuru war bei Indienststellung 28,22 Meter lang und 116 BRT groß, aber 1923 fanden Umbauten statt, in deren Folge das Schiff vergrößert wurde. Die Kuru wurde auf finnischen Binnengewässern als Passagierschiff eingesetzt. Sie war in Tampere registriert, aber ihr Heimathafen war Kuru. Im Ersten Weltkrieg war die Kuru Teil der so genannten Satakundskaya-Flotte der Kaiserlich Russischen Marine.
Am Sonnabend, dem 7. September 1929 geriet das Schiff auf dem See Näsijärvi in der Nähe von Tampere in einen schweren Sturm. Bei Windstärke 8 auf der Beaufortskala wurde die Kuru von hohen Wellen getroffen und kenterte. An Bord befanden sich zwölf Besatzungsmitglieder und 150 Passagiere. Durch den Untergang kamen 136 Menschen ums Leben, wobei viele Quellen auch von 138 Todesopfern berichten. Unter den Todesopfern befand sich die finnische Parlamentsabgeordnete Ida Vihuri.
Der Untergang der Kuru ist das bis heute schwerste Unglück in finnischen Gewässern. Vor allem die Topplastigkeit des Schiffs trug zu dem Unglück bei. 1927 war ein drittes Deck hinzugefügt worden, ohne Balance und Stabilität des Schiffs zu berücksichtigen. Durch den hohen Wellengang geriet viel Wasser auf das Deck, das nicht abfließen konnte.
Noch im selben Jahr wurde das Wrack der Kuru geborgen. Dabei wurde festgestellt, dass es kaum beschädigt war. Zur Ausbalancierung des Dampfers wurden einige Umstrukturierungen vorgenommen. Mitte der 1930er Jahre kam es zu weiteren Umbauten. Die Maschinenleistung auf 355 PS erhöht. Die Kuru blieb bis 1939 im Dienst.